# Серпень (фільм, 2008)
«Серпень» (англ. August) — драматичний фільм 2008 року.

## Зміст
Двоє братів разом будують свій бізнес у комп'ютерній сфері. Страшні події 11 вересня змушують героїв по-новому поглянути на своє життя, заняття і зрозуміти, що час суто комерційних цілей та ідеалів минулого був похований за один момент під руїнами гордовитого символу капіталізму Нью-Йорка.